# Roccafiorita
Roccafiorita (Roccasciurita oppure A' Sciurìta in siciliano) è un comune italiano di 160 abitanti della città metropolitana di Messina in Sicilia.
Risulta essere il comune meno popolato della Sicilia e il meno esteso dell'intera Italia insulare, al quinto posto nella classifica degli ultimi 100 comuni italiani per superficie.

## Geografia fisica

### Territorio
Adagiato alle pendici del monte Kalfa, il paese si trova nel comprensorio della Valle d'Agrò aderente all'Unione dei comuni delle Valljoniche dei Peloritani.

### Clima
- Classificazione climatica: zona D, 1863 GG[7].

## Storia

### Età antica
Secondo alcuni studiosi, il primo nucleo abitativo di questo paese collinare risalirebbe all'epoca romana. Nel 36 a.C., in occasione delle Guerre Civili del I secolo a.C., la città di Taormina si ribellò ai Romani. In poco tempo la città venne riconquistata dalle legioni romane e molti degli abitanti di Taormina si dispersero per le contrade vicine. Un gruppo folto di Tauromeniti dovette stanziarsi alle pendici del monte Kalfa, proprio dove oggi sorgono i paesini di Limina e Roccafiorita.
È altresì probabile che il primo nucleo di Roccafiorita sia stato fondato da genti provenienti dalla più vicina Phoinix, che proprio nel 36 a.C. aveva dato ospitalità per una notte all'esercito di Sesto Pompeo prima della battaglia contro Ottaviano.
Nel corso degli anni, sono state rinvenute, nel territorio di Roccafiorita, numerose tracce di urbanizzazione risalenti all'epoca romana.

### Età medievale
Durante il Medioevo il territorio di Roccafiorita era inglobato nel Marchesato di Limina, per quanto riguarda gli affari civili e amministrativi, mentre per ciò che concerne l'aspetto ecclesiastico, dipendeva da Savoca.

### Età moderna
Nel 1610 il Marchese di Limina, Pietro Balsamo, decise di fondare una cittadina nel feudo di cui era proprietario. Nacque così Acqua Grutta,dal nome del feudo. Successivamente il paese cambiò il nome in Rocca Kalfa e infine in Roccafiorita che deriva dal latino medievale Rocca Florida.
Questo piccolo borgo, elevato a principato, venne popolato da contadini provenienti in massima parte dalla vicina Limina ma anche da famiglie provenienti da tutta la Valle d'Agrò, rimanendo sempre sotto la signoria feudale della famiglia Bonanno cui pervenne per matrimonio dai Balsamo, e mantenendo una certa autonomia amministrativa dalla vicina Limina. Nel 1798 il paese arrivò a contare 500 abitanti; raggiunse le 535 anime nel 1831, che divennero 531 nel 1852.

### Età contemporanea
Con l'abolizione del feudalesimo in Sicilia, nel 1817, Roccafiorita fu eretto a comune autonomo e venne inserito nel Circondario di Savoca.
Il comune di Roccafiorita venne soppresso ad opera del Regime fascista nel 1929 ed aggregato al vicino comune di Mongiuffi Melia; riacquistò la sua autonomia comunale nel 1947.

### Simboli
Lo stemma e il gonfalone sono stati concessi con DPR del 26 agosto 1959.
Lo stemma del comune di Roccafiorita è così descritto dallo statuto comunale:
Il gonfalone comunale, invece, è descritto in questo modo:

## Monumenti e luoghi d'interesse

### Architetture religiose
- Chiesa di Maria Santissima Immacolata: unica chiesa del paese, ricostruita nel 1888[11];
- Santuario della Madonna dell'Aiuto: sito sulla cima del monte Kalfa[11].

### Aree naturali
All'interno del territorio comunale di Roccafiorita ricade parzialmente il SIC ITA030004 "Bacino del Torrente Letojanni".

### Monte Kalfa
Le origini del nome del Monte Kalfa sono sorprendentemente recenti e legate a una tragica vicenda familiare. Prima del 1958, la montagna era semplicemente conosciuta come "la roccia jonica". Quell'anno, in seguito a un evento luttuoso avvenuto l'anno precedente, il suo nome cambiò in Monte Donato.
Nel 1957, Eugenio Donato, accompagnato da alcuni appassionati, intraprese la scalata di quella che allora era la roccia jonica. Durante l'ascensione, Donato perse la vita a causa di una caduta. L'anno successivo, il sindaco, con l'approvazione della regione, decise di onorare la sua memoria rinominando la montagna Monte Donato.
Tuttavia, la storia non si concluse qui. Per sedici anni, il monte mantenne il nome Donato. Fu il figlio di Eugenio, anch'egli di nome Eugenio, a voler ripristinare il cognome materno del padre defunto, Kalfa, anche per la montagna. La madre di Eugenio Donato, infatti, si chiamava Kalfa. Aveva divorziato dal padre di Eugenio, un ufficiale della marina con influenti contatti politici, il quale non aveva mai acconsentito al cambio di cognome del figlio.
Solo nel 1972, la regione concesse il permesso di cambiare postumo il nome di Eugenio Donato in Kalfa, il cognome di sua madre e con il quale si era sempre identificato. Due anni dopo, nel 1974, grazie alle tenaci battaglie del figlio Eugenio, il monte assunse ufficialmente il nome di Monte Kalfa, in onore del vero cognome materno del padre.

## Società

### Evoluzione demografica
Abitanti censiti

### Etnie e minoranze straniere
Al 31 dicembre 2013 sono residenti a Roccafiorita 8 stranieri, pari al 3,55% della popolazione.

### Lingue e dialetti
Oltre alla lingua ufficiale italiana, a Roccafiorita si parla la lingua siciliana nella sua variante messinese. La ricchezza di influenze del siciliano, appartenente alla famiglia delle lingue romanze e classificato nel gruppo meridionale estremo, deriva dalla posizione geografica dell'isola, la cui centralità nel mar Mediterraneo ne ha fatto terra di conquista di numerosi popoli gravitanti nell'area mediterranea.
Nel Vocabolario siciliano di Giorgio Piccitto la parlata di Roccafiorita è indicata con la sigla ME17, afferente al gruppo dei dialetti messinesi orientali del versante ionico.

### Religione
L'unica parrocchia cittadina, Santa Maria Immacolata, è amministrata dal vicariato di Santa Teresa di Riva "San Basilio Magno" dell'arcidiocesi di Messina-Lipari-Santa Lucia del Mela.

### Tradizioni e folclore
Agli albori il paese possedeva solo una piccola chiesa che soddisfaceva ogni piccola necessità degli abitanti. Agli inizi del XIX secolo, però, un sacrestano che dimenticò una candela accesa in chiesa, fece divampare un incendio. Il fuoco, protratto lungo tutti i muri, allora affrescati ad olio, bruciò ogni oggetto e statua presente all'interno del luogo sacro, eccezion fatta per un tabernacolo al cui interno vi era la statua di San Filippo d'Agira.
Nel 1888 la chiesa venne ricostruita e una leggenda racconta che, mentre gli operai intonacavano i muri, uno di loro prese un po' di calce e la gettò sul viso della statua di S.Filippo dicendo: "Tutti i santi si sono bruciati ed è rimasto solo faccia nera". In quell'istante l'operaio rimase cieco e, mentre chiedeva perdono, lavò il viso alla statua riacquistando immediatamente la vista.
Nel 1902 venne costruita una statua di San Giuseppe da un artigiano di Gallodoro, il quale l'aveva portata in Francia per una mostra internazionale classificandosi al secondo posto. Quando ritornò al paese, il parroco del tempo, don Carmelo Occhino, la comprò pagandola 100 lire. Essa venne posta accanto alla statua di San Filippo che anno dopo anno venne circondato da altre statue una più bella dell'altra. L'ultima che venne aggiunta fu quella della Madonna dell'Aiuto a cui venne anche dedicato un tempio. La sua costruzione si deve a una storia particolarmente emozionante: nel 1923 tre bambini di Roccafiorita, Carmelo, Alessandro e Filippo, comprarono alla fiera locale una statua della Madonna e decisero che da adulti avrebbero costruito un monumento alla Vergine molto più grande, dedicandole una chiesa.
Nel 1942, in piena guerra, uno dei tre fanciulli, Carmelo, diventato sergente maggiore, trovandosi impegnato in una battaglia, pregò la Madonna affinché egli potesse sopravvivere. Per l'avvenuta grazia Carmelo commissionò a una ditta d'arte sacra di Roma la costruzione della statua promessa da bambino. La scultura fu poi benedetta dal Papa Pio XII e portate un anno dopo a Roccafiorita. Nel 1944 iniziò la costruzione del santuario sul Monte Kalfa e il 24 maggio 1945 vi fu collocata l'effigie sacra. Da allora il monte, considerato consacrato alla Vergine, è noto anche come Montagna della Madonna dell'Aiuto, diventando un centro di fede e di pellegrinaggio. Oggigiorno è uno dei più noti santuari della Provincia di Messina.
Attualmente le feste di San Filippo, San Giuseppe e quella delle Madonna dell'Aiuto sono le più importanti del paese. Durante la prima di quelle sopra elencate, i paesani portano a spasso la statua per le vie del comune correndo e ballando ad una velocità incredibile. Questa stessa procedura viene a volte usata anche per le altre due festività, quella patronale di San Giuseppe e quella della Madonna dell'Aiuto, ma in misura alquanto minore.
La festa della Madonna è quella con le caratteristiche più conosciute. Essa infatti cade nell'ultima settimana di agosto e il paese si popola sempre più, anno dopo anno, di turisti nuovi all'esperienza o che desiderano rivivere la sacralità della cerimonia. Essa è costituita da tre giorni particolari: l'ultimo venerdì del mese una processione porta la statua al santuario sul Monte Kalfa. Ivi viene tenuta la prima messa. Il sabato la Madonna viene portata in processione per il Monte Kalfa, mentre la domenica viene trasportata nuovamente in paese dove con un ultimo giro e con un gioco di fuochi di artificio si chiudono le festività annuali del paese.

## Cultura

### Cucina
La gastronomia locale si basa sui prodotti offerti dal territorio e tipici della dieta mediterranea: il vino, lavorato con metodi tradizionali e stagionato in botti di rovere, l'olio extravergine d'oliva, miele e pane casereccio cotto nei forni a legna.
La conformazione morfologica del territorio comunale, prettamente montana nonostante la relativa breve distanza dal mare, offre prodotti spontanei come i carciofini, il finocchietto e l'origano. Durante la stagione estiva si preparano vari tipi di sottaceti (pomodori secchi e carciofini selvatici sott'olio, olive verdi in salamoia e olive nere 'mpanuti, cioè essiccate al sole o nel forno), mentre in primavera è possibile assaggiare fave e piselli teneri. Vengono prodotti ricotte e formaggi pecorini; si ricavano carne di castrato, salumi e salsiccia di puro suino dagli animali allevati nel circondario.
Tra i piatti tipici roccafioritani vi sono i maccarruni cû sucu, pasta fresca fatta in casa condita con sugo di maiale, di castrato o di salsiccia, la carni 'nfurnata, carne di pecora o di capra cotta nel forno a legna e servita soprattutto in occasione delle feste di paese, 'a mustarda, un dolce preparato col mosto cotto, e i mastrazzoli, biscotti fatti con il miele.

## Infrastrutture e trasporti

### Strade
Il territorio comunale è attraversato dalla strada provinciale 12 "Roccafiorita".

## Amministrazione
Di seguito è presentata una tabella relativa alle amministrazioni che si sono succedute in questo comune.
| Periodo          | Periodo          | Primo cittadino            | Partito              | Carica  | Note   |
| ---------------- | ---------------- | -------------------------- | -------------------- | ------- | ------ |
| 18 giugno 1985   | 22 maggio 1990   | Gioacchino Pietro Chillemi | Democrazia Cristiana | Sindaco | [ 18 ] |
| 22 maggio 1990   | 4 settembre 1993 | Gioacchino Pietro Chillemi | Democrazia Cristiana | Sindaco | [ 18 ] |
| 4 settembre 1993 | 13 giugno 1994   | Giovanni Manuli            | Democrazia Cristiana | Sindaco | [ 18 ] |
| 18 giugno 1994   | 25 maggio 1998   | Giovanni Manuli            | lista civica         | Sindaco | [ 18 ] |
| 25 maggio 1998   | 10 giugno 2002   | Giovanni Manuli            | lista civica         | Sindaco | [ 18 ] |
| 10 giugno 2003   | 17 giugno 2008   | Giuseppe Bartolotta        | lista civica         | Sindaco | [ 18 ] |
| 17 giugno 2008   | 8 luglio 2013    | Giuseppe Bartolotta        | lista civica         | Sindaco | [ 18 ] |
| 10 giugno 2013   | 11 giugno 2018   | Giuseppe Santo Russo       | lista civica         | Sindaco | [ 18 ] |
| 11 giugno 2018   | in carica        | Carmelo Concetto Orlando   |                      | Sindaco | [ 18 ] |

### Gemellaggi
Roccafiorita è gemellata con:
- Antonovo, dal 2010

### Altre informazioni amministrative
Il comune di Roccafiorita fa parte delle seguenti organizzazioni sovracomunali:
- regione agraria n.3 (Alto Fantina e Alto Mela)[19];
- unione di comuni "delle Valli joniche dei Peloritani".

## Sport

### Impianti sportivi
Esiste a Roccafiorita un palazzetto dello sport realizzato su due piani con grandi saloni e altri locali annessi che, tuttavia, non è mai stato utilizzato per attività sportive: l'amministrazione comunale, pertanto, lo affitta in occasioni di convegni, feste ed eventi vari.